# Pycnarmon macilentalis
Pycnarmon macilentalis là một loài bướm đêm trong họ Crambidae.